# Piękna żonka
Piękna żonka (także Zaślepieni) – komedia Michała Bałuckiego w czterech aktach ogłoszona w 1886 r.

## Treść
Tytułową bohaterką jest Julia, żona młodego lekarza (Ludwika), która nie wniosła do małżeństwa posagu, nie zajmuje się odpowiednio domem ani, jednak ma ważne towarzyskie zalety: jest piękna i potrafi przyciągnąć uwagę ludzi z wyższych sfer. W domu bywają różni dostojnicy i arystokraci, którzy imponują rodzinie Julii, choć w rzeczywistości są zdegenerowanymi próżniakami i wkrótce okazuje się, że interesuje ich jedynie uroda Julii. Gdy Julia to sobie uświadamia, przechodzi przemianę, porzuca płoche salonowe rozrywki i postanawia poświęcić się obowiązkom żony i matki.